# Simpang Sugiran
Simpang Sugiran is een bestuurslaag in het regentschap Lima Puluh Kota van de provincie West-Sumatra, Indonesië. Simpang Sugiran telt 2037 inwoners (volkstelling 2010).